# 2 Korpus Armijny (1945)
2 Korpus Armijny – planowany do sformowania wyższy związek taktyczny ludowego Wojska Polskiego.
Wiosną 1945 przystąpiono do formowania dwóch korpusów armijnych.
Wobec zakończenia wojny planu formowania nie zrealizowano.
2 Korpus, którego formowanie zarządzono rozkazem NDWP nr 058/org. z 15 marca 1945 nie został sformowany.